# Франсуа Делатр
Франсуа Делатр (фр. François Delattre; 15 листопада 1963, Сен-Марселлен) — французький дипломат. Постійний представник Франції при Організації Об'єднаних Націй (2014-2019).

## Життєпис
Навчався в Інституті політичних досліджень в Парижі і ENA, має ступінь в галузі міжнародного права.
На дипломатичній службі з 1989 року.
У 1998—2002 роках — директор у справах преси та зв'язку посольства Франції в Вашингтоні.
У 2002—2004 роках — заступник директора канцелярії міністра закордонних справ.
У 2004—2008 роках — французький генеральний консул в Нью-Йоркі.
У 2008—2011 роках — Надзвичайний і Повноважний посол Франції в Канаді.
У 2011—2014 роках — Надзвичайний і Повноважний посол Франції у США.
У 2014-2019 роках — Постійний представник Франції при Організації Об'єднаних Націй.